# Badugi

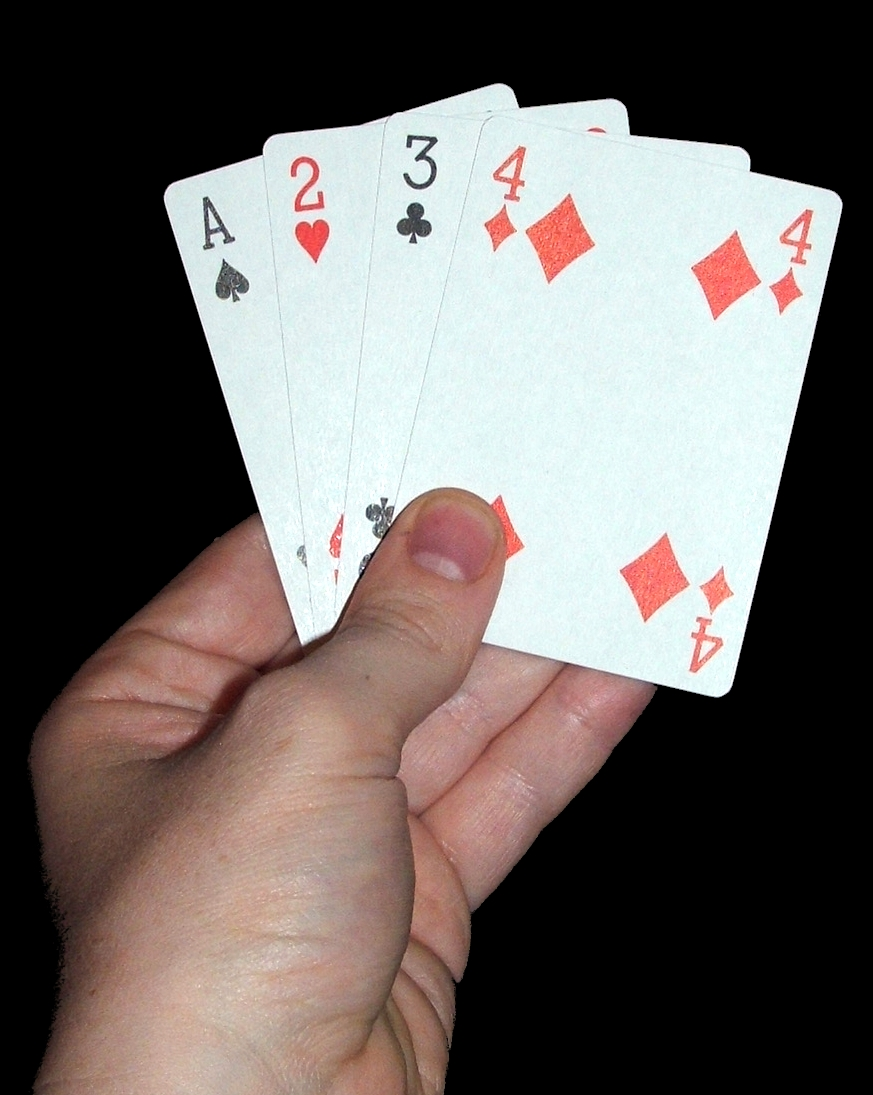
Den bästa handen i Badugi, en 4-hög Badugi.

Badugi är ett kortspel som ibland klassas som en variant av poker. Liksom andra lowball-pokerspel går Badugi ut på att få en så låg hand som möjligt. Badugi spelas som mörkpoker, då alla spelare får kort som är dolda för de andra spelarna. Till skillnad från andra pokerspel består en badugihand endast av fyra kort. I övrigt är satsningsstrukturen som i övriga pokerspel. Spelet spelas vanligen fixed limit eller pot limit. Badugi härstammar från Korea, där det är ett populärt spel. På senare år har det börjat erbjudas av vissa nätpokeroperatörer som Poker Stars, Carbon Poker och Full Tilt Poker.
Spelet börjar med att varje spelare får fyra kort, följt av den första satsningsrundan. Därefter får spelarna byta ut valfritt antal kort, varefter nästa satsningsrunda börjar. Spelarna får dra kort tre gånger med en satsningsrunda efter varje drag. Därefter vinner den spelare som visar den bästa badugihanden. 
Handrankning i Badugi skiljer sig från övriga lowballpokerspel, då de fyra korten måste vara olika färg. Stege räknas dock inte, så den bästa badugihanden är A234 i olika färg. Om två kort är av samma färg eller valör räknas endast tre kort. En fyrakortshand kallas "badugi". Om två händer har samma antal kort vinner den vars högsta kort är lägst. Är det högsta kortet samma i båda händerna vinner den vars näst högsta kort är lägst, och så vidare.
Exempelhänder
- 2♠4♣5♦6♥ slår E♠2♣3♦7♥. Båda är fyrkortshänder. Eftersom det högsta kortet jämförs först och 6♥ är lägre än 7♥ vinner den första handen.
- 4♠5♣6♦K♥ slår 2♠3♠4♦7♥ eftersom den första är en fyrkortshand och den andra en trekortshand (3♠ räknas inte eftersom det är en andra spader. Handen är således 247.)
- E♠5♦9♦9♥ slår E♣2♠2♥Kn♦. Båda är trekortshänder: A59 and A2J.
- 2♠3♠4♦7♥ slår 4♠5♠6♦K♥. Båda är trekortshänder, men det högsta kortet i den första är 7♥ medan högsta kortet i den andra är K♥.
- 5♦7♣K♣K♥ slår 2♠3♦K♠K♦ eftersom den första är en trekortshand (efter att man bortser från K♣) medan den andra är en tvåkortshand (båda kungarna är borträknade eftersom de är av samma färg som andra kort)